# Herbassars i matollars d'Hobya
Les praderies i arbustos d'Hobyo és una ecoregió de boscos desèrtics i xerics de Somàlia. L'ecoregió inclou un cinturó de dunes costaneres d'amplada entre 10 i 15 km, al llarg de la costa del mar d'Aràbia, que s'estén des del nord d'Hobyo fins al sud de Mogadiscio. Les dunes donen suport a diferents comunitats de plantes de praderies i matolls, amb diverses espècies endèmiques, com ara l'alosa de cendra (Mirafra ashi) i l'alosa d'Obbia (Spizocorys obbiensis).

## Situació i descripció
Aquesta ecoregió és una franja costera llarga i estreta des del sud de Mogadiscio fins a uns 250 km al nord d'Obbia. Es tracta d'una zona costanera de plana baixa costanera amb dunes de sorra blanca i taronja i prats de dunes associats. Les dunes aconsegueixen una alçada màxima de 60 m, i el camp dunar és d'uns 10 a 15 km d'amplada al llarg de tota la seva longitud. A l'interior, l'hàbitat canvia per una vegetació seca i semidesèrtica.
L'ecoregió es troba entre l'oceà índic i l'ecoregió d'Arbusts i matolls Somalis d'Acacia i Commiphora.

## Clima
La temperatura varia poc durant l'any. En aquest sentit, el clima és sec i càlid, amb temperatures màximes mitjanes que oscil·len entre 30 i 33 ° C i les temperatures mínimes mitjanes que oscil·len entre 21 i 27 º C. És estacional, amb la pluja que cau en el període d'abril a juny, ja que la Zona de Convergència Intertropical (ITCZ) es mou cap al nord i al sud.

## Corrents marins
Els corrents que dominen la costa somali és el Corrent Somali i alguns contracorrents i sotacorrents menors. El Corrent Somali discorre de nord a sud paral·lel a la costa durant l'hivern de l'hemisferi nord. Durant els mesos d'estiu discorre de manera inversa, de sud a nord.

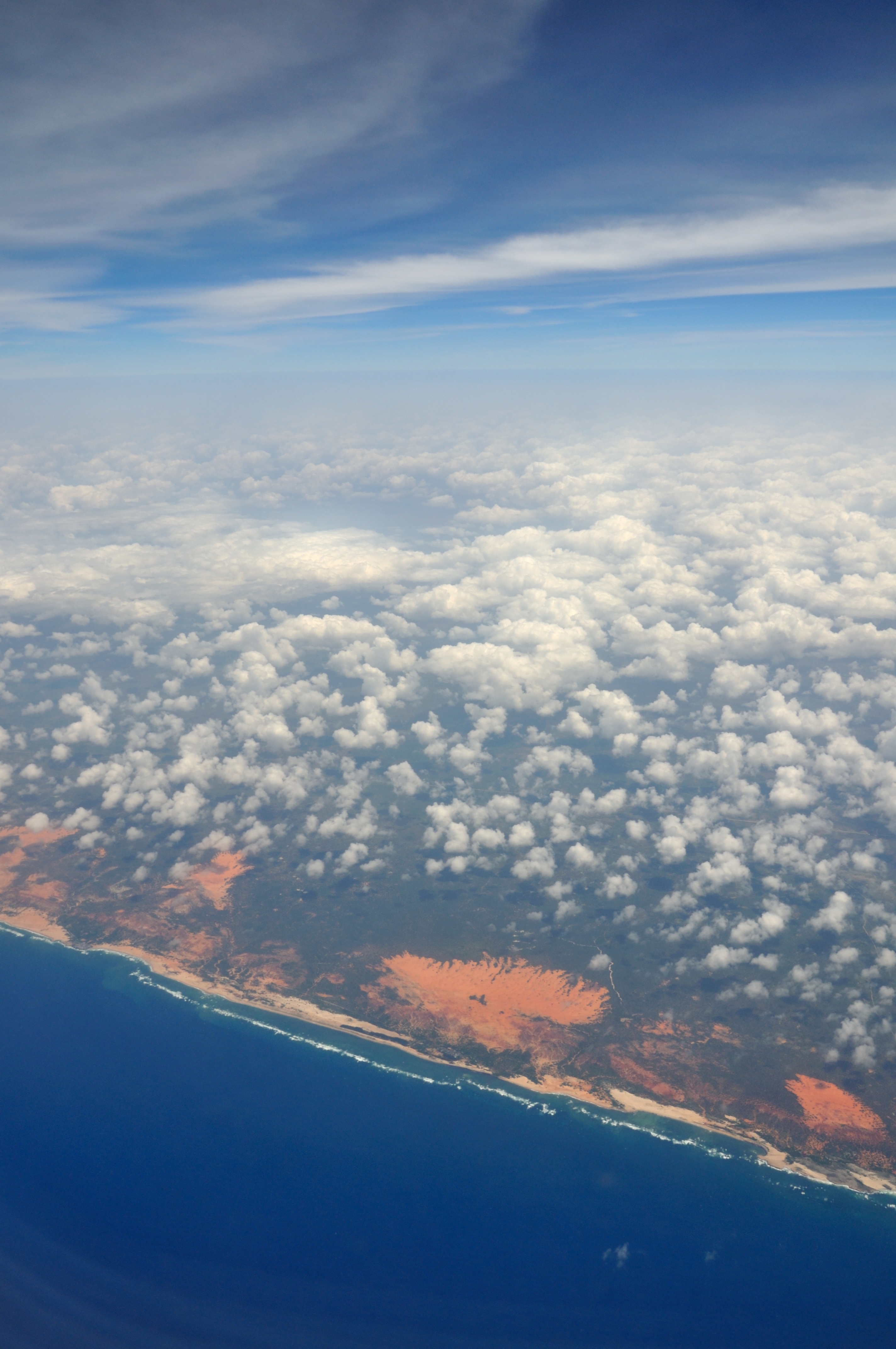
Vista de la zona costanera del sud de Mogadiscio